# Schloss Wassertrüdingen
Das auch als Markgrafenschloss bekannte Schloss Wassertrüdingen ist eine ehemalige Wasserburg im Ortszentrum von Wassertrüdingen im mittelfränkischen Landkreis Ansbach und heutiges Baudenkmal.

## Anlage
Das heutige Schloss liegt sich auf einem rechteckigen Areal mit abgerundeten Ecken von ca. 67 × 62 m Größe. Von der Burg ist nur noch die Befestigung bestehend aus einer Ringmauer und eines heute trockenen, 20 m breiten Wassergrabens mit Zwinger erhalten. Im Süden sind noch Reste eines Walls und eines zweiten Grabens erkennbar. Der dreigeschossige Torbau im Nordwesten stammt im Kern noch aus dem Mittelalter, seine heutige Gestalt erhielt er aber erst im 18. Jahrhundert. Dies betrifft auch die anderen Schlossgebäude. Der Hauptbau im Nordosten ist ein dreigeschossiger, verputzter Walmdachbau mit Mittelrisalit. Im Norden steht ein zweigeschossiger, verputzter Satteldachbau mit Zwerchhaus. Westlich ist an ihn ein dreigeschossiger Putzbau mit Satteldach angebaut. Einzeln steht ein einstöckiges Nebengebäude mit Fachwerkgiebel und Halbwalmdach.
Die Anfang des 13. Jahrhunderts in Form einer Wasserburg errichtete Anlage wurde von zwei breiten Wassergräben, einem mächtigen Erdwall und einer Ringmauer geschützt. Der Zugang erfolgte über das nach Nord-Westen ausgerichtete Haupttor. Teile dieser Ringmauer, die gotische Tordurchfahrt sowie der Kern der „alten Veste“ haben sich bis heute erhalten. 1688 wurde die Anlage umgebaut beziehungsweise Teile davon im Stil des Spätbarocks neu errichtet.

## Geschichte
Die Burg in Wassertrüdingen wird in der neueren Forschung als Gründung der Grafen von Oettingen angesehen, die gegen die Grafen von Truhendingen mit ihrem Stammsitz in Altentrüdingen gerichtet war. Als 1242 die Oettinger in Wassertrüdingen eine Urkunde ausstellten, wird der Ort erstmals genannt. Ausdrücklich erwähnt wird die Burg aber erst 1283. Konrad Graf von Oettingen war um 1310 ein Gegner König Heinrichs VII., der ihm deshalb u. a. den allodialen Besitz von Wassertrüdingen aberkannte. 1313 wurden Burg und Stadt Wassertrüdingen dem Bischof von Eichstätt zugesprochen. 1317 gab dieser Wassertrüdingen den Grafen von Oettingen wieder als Lehen zurück. 1362 wurden Burg und Stadt wieder zum freien Eigentum der Grafen, die sie aber vier Jahre später an die Grafen von Hohenlohe veräußerten. 1371 verkauften diese Stadt und Burg an die Burggrafen von Nürnberg, die späteren Markgrafen von Ansbach. Seitdem war hier ein Oberamt eingerichtet. Vom Stadtbrand 1388 blieb die Burganlage verschont. Während des Bauernkrieges 1525 saß der Verwalter Kaspar Schenk von Schenkenstein auf Burg Wassertrüdingen, deren Stammschloss Burg Schenkenstein von den Aufständischen niedergebrannt worden war. Während des Dreißigjährigen Kriegs wurde die Stadt 1634 auf Befehl Generals Jean de Werth unter dem Kommando des Obersten Du Partel von den bairischen Truppen niedergebrannt. Das Schloss blieb auch von dieser Feuersbrunst verschont. 1687 bis 1690 durch den markgräflichen Baumeister Georg Andreas Böckler im Barockstil erneuert und erweitert. Dabei wurden ein großzügiges Treppenhaus und aufwendige Stuckarbeiten eingearbeitet. Die übrigen Gebäude haben in der Mitte des 18. Jahrhunderts ihr heutiges Aussehen erhalten.
Im Laufe der Jahrhunderte beherbergte das Schloss das Kastenamt, Oberamt, das Markgräfliche Kreisdirektorium, Staatliche und Kommunale Behörden, das Landgericht, das Amtsgericht, Notariat, Finanzamt und das Gefängnis. Heute beherbergt das Schloss das Christa Maria Stift, welches hier eine Pflegestätte für geistig und körperlich behinderte Menschen betreibt.

## Fotogalerie

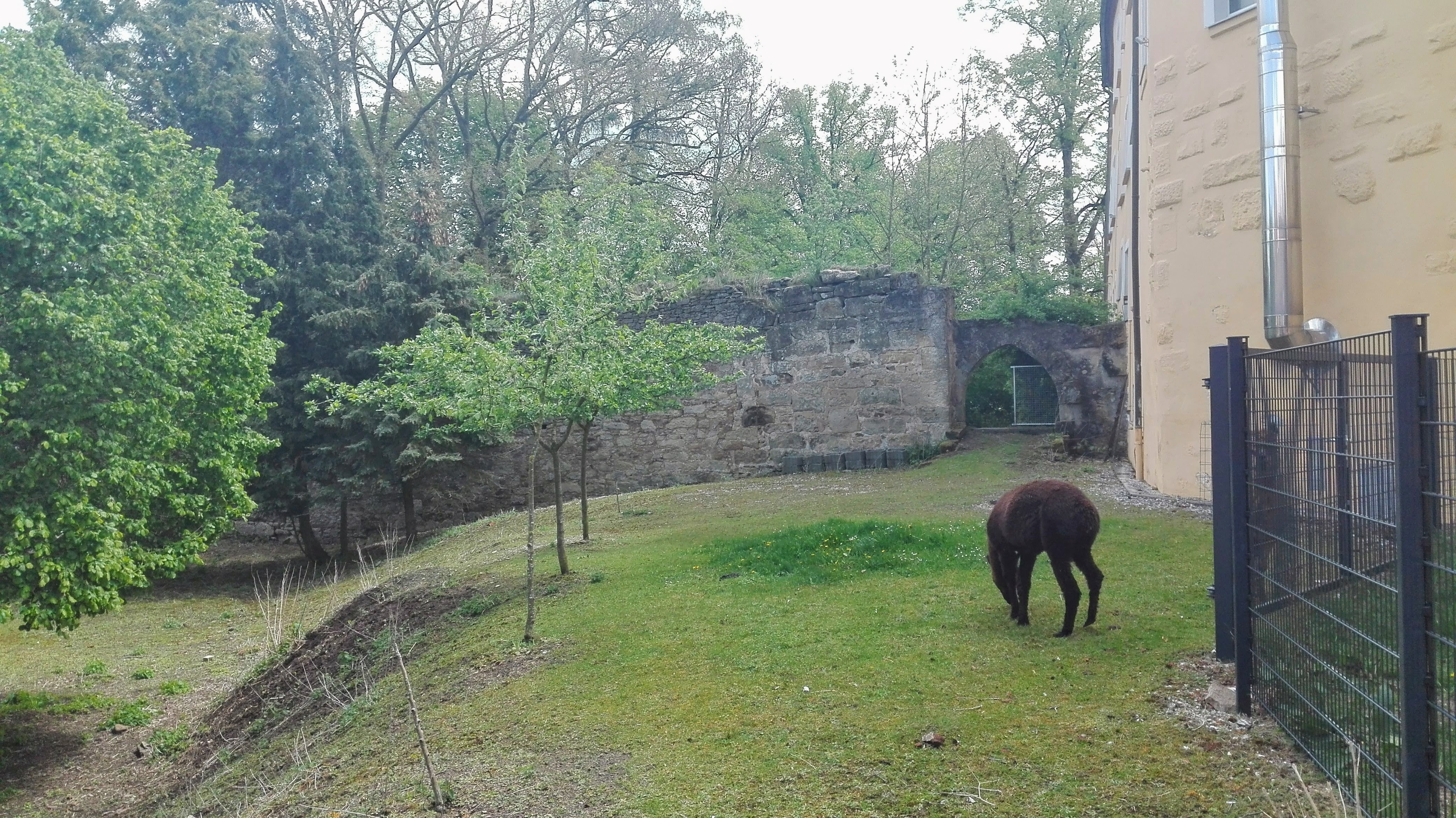
Altes Wasserschloss Wassertrüdingen
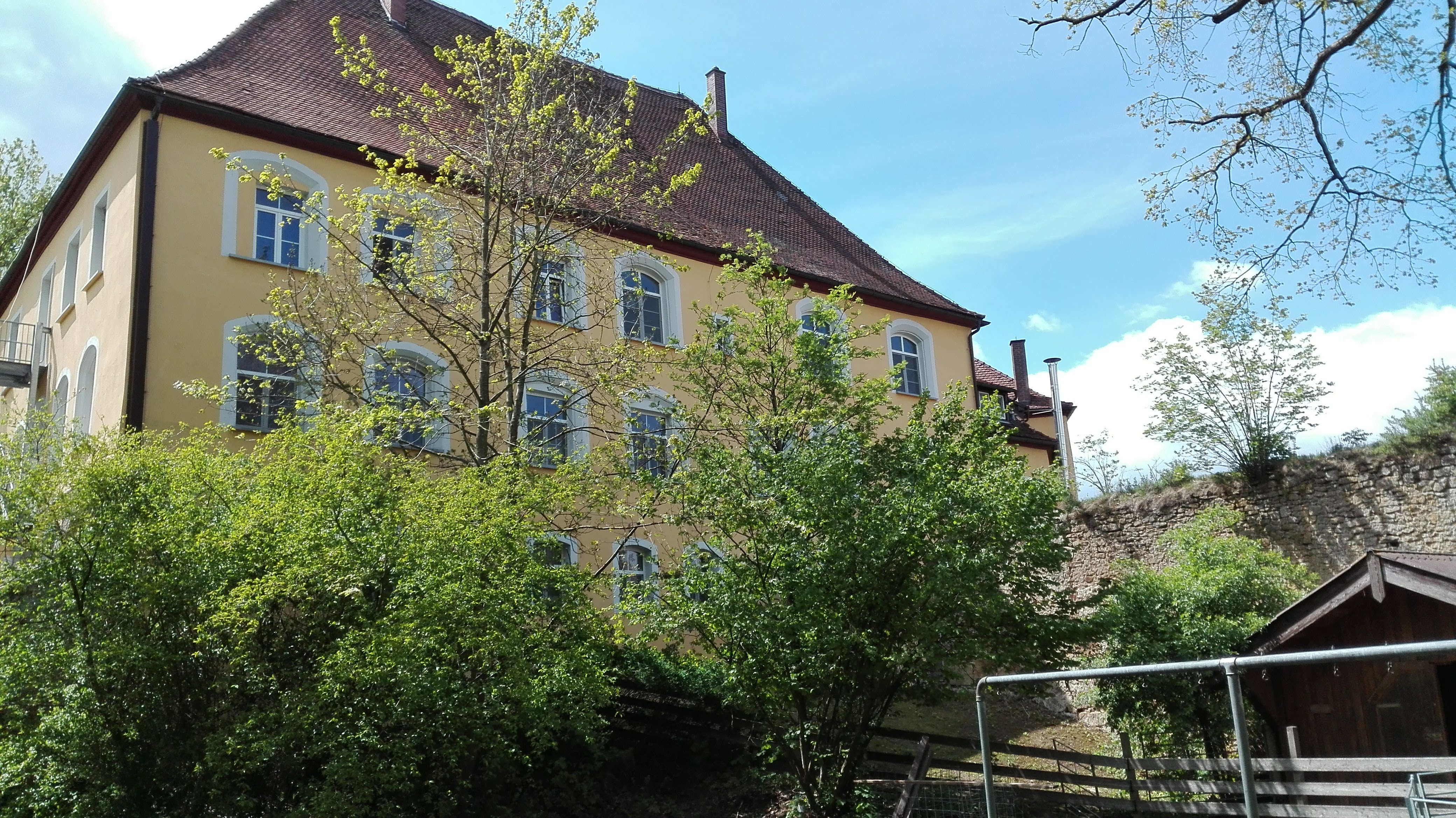
Palas
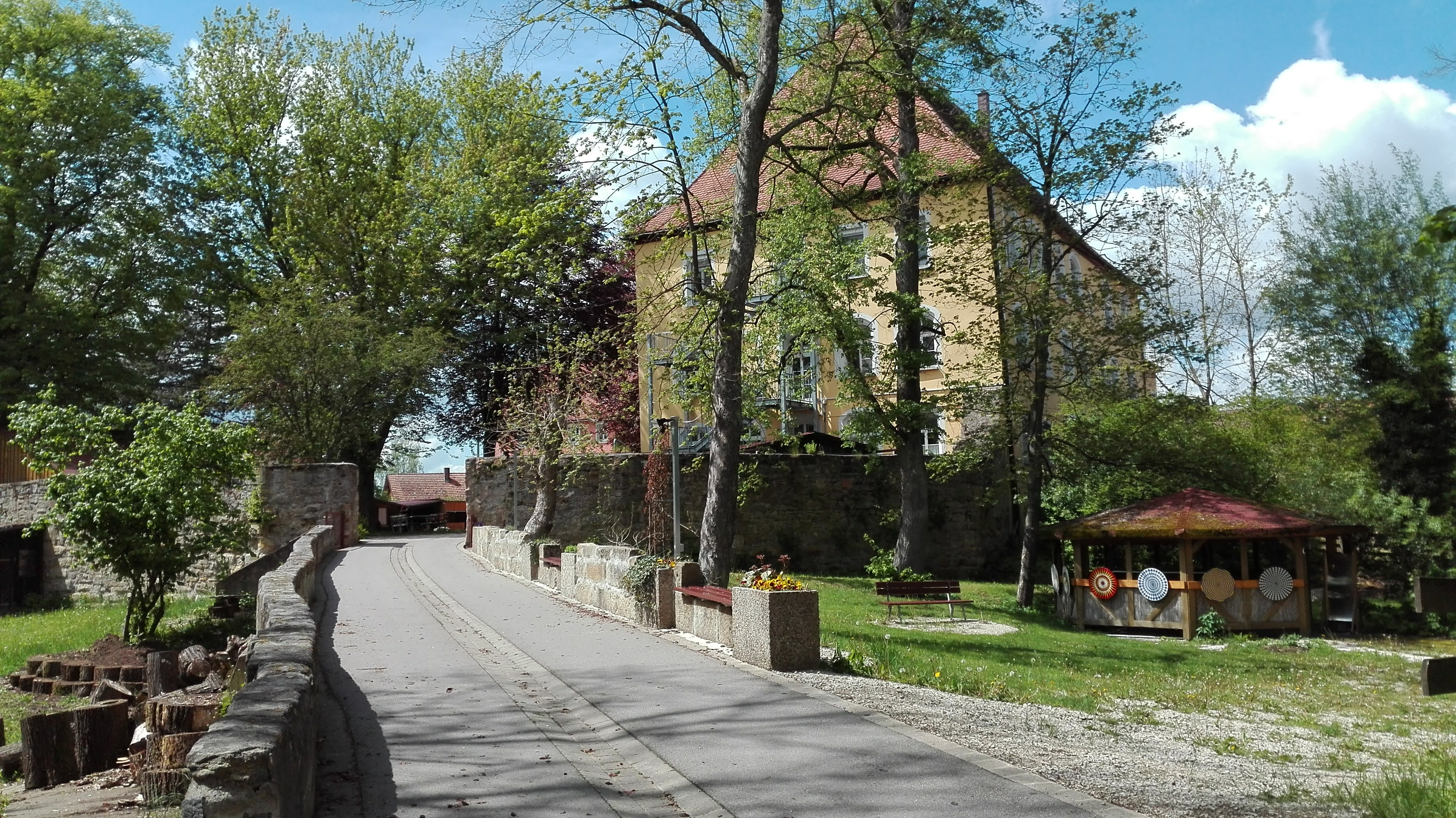
Zufahrt von Süden
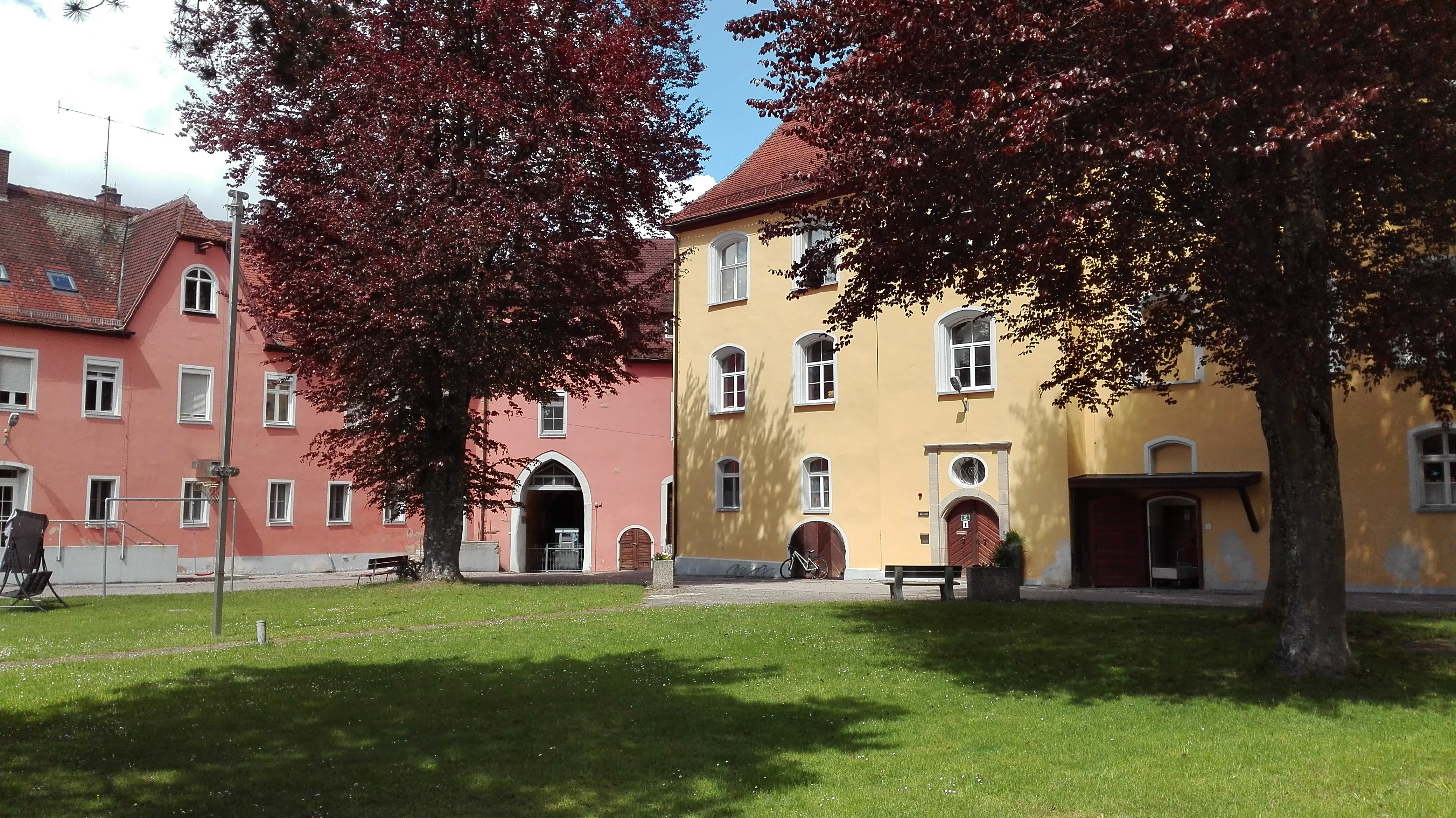
Innenhof des barocken Schlosses